# Temporada 2000-2001 del Nàstic
Dades de la Temporada 2000-2001 del Gimnàstic de Tarragona.

## Plantilla
Aquesta és la plantilla del Gimnàstic de Tarragona per a la temporada 2000-2001 a la Segona divisió B de la lliga espanyola de futbol.
| - 1 Javier Oliva González - 2 Stephan Rondelaur - 3 Abelardo Otero Garcia - 4 Jesús María Serrano Eugui - 5 Alvaro Garcia de Antona - 6 José Antonio Gordillo Luna - 7 Manolo Herrero Galaso - 8 Felix Prieto Partido - 9 Kali Garrido Muro - 10 Joan Pallarès Roca - 11 Lluís Codina Codina - 12 Enric Socias Julbe |  | - 13 David Quintero Calzado - 14 Sergio Lara García - 15 Sergio Javier Barila Martínez - 16 Leonardo López Jiménez Leo - 17 Francisco Dominguez de los Rios - 18 Jordi Masnou Margarit - 19 Santiago Castillejo Castillejo - 20 Nando Pérez Garcia - 21 Enrique García Estévez Quique - 23 Josep Maria Adam Franqués - Francisco Javier Mulero Villena |

Aquest últim jugador fou donat de baixa durant la temporada.
- Entrenador:  Josep Maria Nogués

- Segon Entrenador:  Roberto Elvira Estrany

## Resultats
Després d'una gran temporada, l'equip quedà segon a la classificació, guanyant-se l'accés a la lligueta d'ascens a segona divisió. En aquesta lligueta va quedar emparellat amb el Cadis, l'Amurrio i el Zamora; el Nàstic va quedar primer, aconseguint el tan desitjat ascens a la categoria de plata del futbol espanyol.